# Koen Van Rie
Koen Van Rie (Geraardsbergen, 14 augustus 1972) is een voormalige Belgische atleet, die zich had toegelegd op de lange afstand. Hij nam viermaal deel aan de wereldkampioenschappen veldlopen en veroverde op twee verschillende nummers de Belgische titel.

## Biografie
Van Rie nam tussen 1994 en 1996 deel aan drie opeenvolgende Europese kampioenschappen veldlopen. In 1996 haalde hij met een vijftiende plaats zijn beste resultaat. In 1999 debuteerde hij bij de wereldkampioenschappen veldlopen met een achtentwintigste plaats. Tot 2004 nam hij nog viermaal deel aan de Europese kampioenschappen en driemaal aan de wereldkampioenschappen, maar kon zijn eerdere resultaten niet verbeteren.
Na verschillende ereplaatsen op de 5000 m werd Van Rie in 1999 voor het eerst Belgisch kampioen op de 10.000 m. 
Van Rie was ook op de weg actief. Zo won hij in 2005 de 20 km door Brussel. Het jaar nadien werd hij in eigen stad Belgisch kampioen op de halve marathon.

### Clubs
Van Rie was aangesloten bij Atletiekclub Pajottenland.

### Triatlon
Na zijn atletiekcarrière begon Van Rie met triatlon. Zo kon hij zich in 2015 in zijn leeftijdscategorie plaatsen voor de Ironman Hawaï. In 2017 en 2018 wist hij zich weer te selecteren voor het wereldkampioenschap Ironman in Hawaii,  met als absolute hoogtepunt in 2018 de winst in zijn leeftijdsgroep 45-49. Met deze wereldtitel dook hij ook een eerste keer onder de 9u-grens en vestigde ook een nieuw parcoursrecord van 8u55 in de leeftijdsgroep 45-49.
Eerder, in 2017, had hij ook al de Europese titel duatlon in de leeftijdsgroep 45-49 veroverd in het Duitse Sankt-Wendel.

## Belgische kampioenschappen
| Onderdeel      | Jaar |
| -------------- | ---- |
| 10.000 m       | 1999 |
| halve marathon | 2006 |

## Persoonlijke records
| Onderdeel      | Prestatie | Datum             | Plaats  |
| -------------- | --------- | ----------------- | ------- |
| 5000 m         | 13.48,22  | 22 juli 1995      | Hechtel |
| 10.000 m       | 28.47,9   | 13 september 1995 | Vorst   |
| halve marathon | 1:03.18   | 19 september 2004 | Brussel |

## Palmares

### 5000 m
- 1993:  BK AC - 14.14,30
- 1994:  BK AC - 14.23,42
- 1995:  BK AC - 14.10,19
- 1999:  BK AC - 14.11,54

### 10.000 m
- 1999:  BK AC in Flémalle - 28.57,27
- 2001:  BK AC in Duffel - 29.27,73

### 20 km
- 2005:  20 km door Brussel - 1:02.06

### halve marathon
- 2002:  BK AC in Nieuwpoort - 1:07.45
- 2006:  BK AC in Geraardsbergen - 1:05.56

### marathon
- 2005: 13e marathon van Brussel - 2:33.48

### veldlopen
- 1994: 38e EK in Alnwick
- 1995: 21e EK in Alnwick
- 1996: 15e EK in Monceau-sur-Sambre
- 1999: 28e WK in Belfast
- 1999: 34e EK in Velenje
- 2000: 45e EK in Malmö
- 2001: 74e WK in Oostende
- 2001: 56e EK in Thun
- 2002: 71e WK in Dublin
- 2002: 40e EK in Medulin
- 2004: 89e WK in Brussel